# SLAC (basket-ball)
Pour les articles homonymes, voir SLAC.
Maillots
SLAC ou Seydou Legacy Athlétique Club, est un club de basket-ball guinéen fondé en 2004 basé à Conakry.
Le SLAC évolue dans le championnat guinéen de basket-ball et a remporté six fois le championnat dans son histoire.
Le club participe pour la première fois à la Ligue africaine de basket-ball 2022 et 2023.

## Palmarès
- Championnat de Guinée masculin de basket-ball (6) : 
  - Vainqueur :2014-15, 2015-16, 2016-17, 2018-19, 2019-20, 2020-21
- Ligue africaine de basket-ball  :
  - Quarts de finale: 2022

## Dans les compétitions africaines

### Parcours en Ligue africaine de basket-ball
| Saison | Position                 |
| ------ | ------------------------ |
| 2021   | Tournoi de qualification |
| 2022   | Quarts de finale         |
| 2023   | -                        |

### Parcours en Coupe d'Afrique des clubs champions de basket-ball
| Saison    | Position         |
| --------- | ---------------- |
| 2018-2019 | Phase de groupes |